# Scoloplosia
Scoloplosia is een geslacht van borstelwormen uit de familie van de Orbiniidae.

## Soorten
- Scoloplosia minima Rullier, 1972